# O Bobo do Rei
O Bobo do Rei é um filme brasileiro de 1937 dirigido por Mesquitinha. O filme é baseado na peça homônima de Joracy Camargo. A companhia produtora pelo filme foi a Sono Films

## Enredo
Um riquíssimo usineiro de açúcar, viúvo e vivendo em companhia de seu único filho, padece de uma profunda melancolia. Para minorar seu sofrimento, procura, então, entretenimento na figura de um cretino qualquer que se queira prestar a isso. Entre os muitos candidatos que seu secretário apresenta para preencher o 'lugar', um tal 'Pinguim', que juntamente com sua irmã 'Picolé' vive no morro da favela sob a proteção de um bom português tendeiro, agrada plenamente o 'soberano' do açúcar.
Com a entrada de 'Pinguim' para a corte, como o 'bobo' do rei do açúcar, grandes transformações se operam no lar do misantropo ricaço. O 'bobo' conquista plenamente a confiança e a simpatia do seu 'soberano', tanto é assim que não tarda a sua irmãzinha vir a fazer parte dessa 'casa real'. 'Pinguim' com seu espírito atilado se assenhora de tudo e aos poucos inicia uma sabotagem em regra contra uma série de 'igrejinhas' que se formavam no palacete 'real' no intuito de avançar nos cobres do 'açucareiro'. Afinal, após uma política que se forma contra o 'bobo', que tudo enxerga e que tudo observa, cuja situação hostil quase o prejudica perante o seu 'soberano', este (o bobo) consegue alijar os seus inimigos, desmascarando um por um nas criminosas intenções, obtendo com isso uma posição privilegiada perante todos - seus inimigos e o 'rei'.
O 'soberano' casa-se com uma velhota que andava às voltas com uma hipoteca; 'Picolé' também se une pelos laços matrimoniais com o 'príncipe' da 'casa real' e o 'Pinguim', que de bobo não tem nada, também arranja uma pequena - casa-se com uma das 'damas' da corte

## Elenco
| Elenco Original    | Elenco Original       |
| Ator               | Papel                 |
| ------------------ | --------------------- |
| Conchita de Moraes | Madame Larousse       |
| Mesquitinha        | Pinguim               |
| Déa Selva          | Elisa                 |
| Wanda Marchetti    | Elza                  |
| Augusto Henriques  | Alberto               |
| Nilza Magrassi     |                       |
| Manuel Pêra        | Milionário Excêntrico |
| Darcy Cazarré      |                       |
| Older Cazarré      |                       |
| Sara Nobre         |                       |
| Emília Pêra        |                       |
| Luíza Magrassi     |                       |
| Brandão Filho      |                       |
| Elvira Pagã        |                       |
| Rosina Pagã        |                       |